# Машина для знищення фортець «Обой»

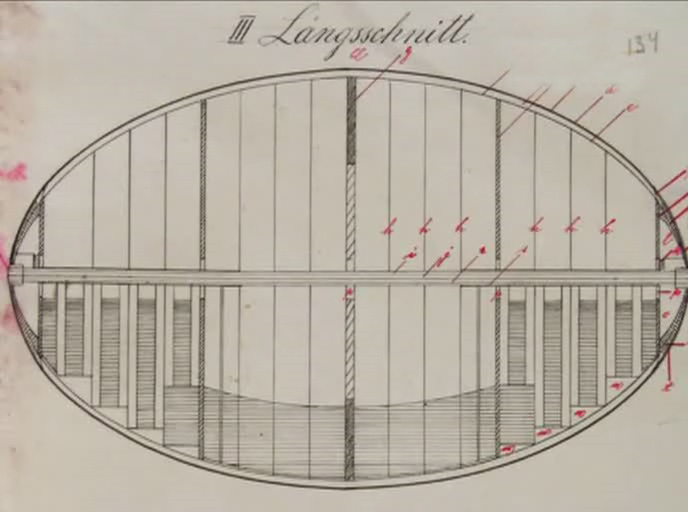
Поперечний розріз корпусу машини «Обой» із проекту пристрою

Машина для знищення фортець «Обой» - розроблений російським інженером І. Ф. Семчишиным у 1915 році, (відомий також як Апарат Семчишина та "Фортеця, що рухається") представляв собою гіпотетичну бойову машину надзвичайних розмірів. Ця машина, що мала форму броньованого еліпсоїда з діаметром кілька сотень метрів, була задумана для руху зі швидкістю до 500 км/год і знищення ворожих фортець. Проте технічний відділ ГВТУ відхилив цей утопічний проект ще в тому ж році.

## Історія створення
У червні 1915 року один із чинів технічного відділу ГВТУ відправив начальнику управління генералу Г. Г. Мілеанту наступну депешу:
Маю честь перепровадити при цьому на розсуд Вашої Високоповажності прохання, яке надійшло на ВИСОЧАЙШЕ ім'я ГОСУДАРЯ ІМПЕРАТОРА прохання жителя м. Львова, австрійського підданого Івана Семчишина, про надання йому сприяння у здійсненні винаходу прохача, що має застосування у військовій справі.

Имею честь препроводить при сём на усмотрение Вашего Высокопревосходительства поступившее на ВЫСОЧАЙШЕЕ имя ГОСУДАРЯ ИМПЕРАТОРА прошение жителя г. Львова австрийского подданного Ивана Семчишина об оказании ему содействия в осуществлении изобретения просителя, имеющего применение в военном деле.
У своєму листі імператору конструктор писав:
ВСЕМИЛОСТЕВЕЙШИЙ ГОСУДАРЬ: 
Докладаючи проєкт на машину для знищення ворожих фортець, названу "Обой", насмілююся уклінно просити - коли ВАША ІМПЕРАТОРСЬКА ВЕЛИЧІСТЬ зволить знайти проєкт гідним розслідування - про прихильне веління, щоб я одержав дозвіл та умови, за яких міг би виготовляти модель. 
Це пишу при артилерійському гулі і при розпочатому очищенні гор. Львова. Тішило б мене скоріше рішення по телеграфу, бо на випадок подальшої евакуації я, як австрійський підданий, який не має дозволу і можливості виїхати в Росію, мусів би залишитися на протилежному боці бойового фронту. 
За незнання мови прошу вибачення. 
ВАШІЙ ІМПЕРАТОРСЬКІЙ ВЕЛИЧНОСТІ 
найвідданіший  
Семчишин. 

ВСЕМИЛОСТЕВЕЙШИЙ ГОСУДАРЬ: Прилагая проект на машину до уничтожувания неприятельских крепостей, названну «Обой», осмеливаюсь покорнейше просить — когда ВАШЕ ИМПЕРАТОРСКОЕ ВЕЛИЧЕСТВО соизволит найти проект достойным расследования — о благосклонное повеление дабы я получил дозволение и условия, при какых мог бы соделывать модель. Это пишу при артеллерийском гуле и при начатом очищении гор. Львова. Радувало бы меня скорее решение по телеграфу, ибо на случай дальшой эвакуации я, как австрийский подданный не имеющий дозволения ни возможности уехать в Россию, мусел бы остаться на противной стороне боевого фронта. За незнание язика прошу извинения. ВАШЕМУ ИМПЕРАТОРСКОМУ ВЕЛИЧЕСТВУ всепреданнейший Семчишин. 
До листа долучався відповідний проект. Слід відзначити, що у той період часу ГВТУ перебував у стані постійного обстрілу різноманітними проектами бойових машин, причому реальні пропозиції існуючих моделей перепліталася з фантастичними ідеями. Машина Семчишина належала саме до останнього розряду. На засіданні ГВТУ цей проект справедливо було визнано абсолютно нереалізованим, і жодних подальших робіт з його втілення не проводилося.

## Опис конструкції
За задумом Семчишина, запропонований ним апарат призначався для ліквідації фортець і мав "броньований епіциклоїд заввишки кілька сотень метрів". Метод знищення фортець полягав у тому, що величезна конструкція колосальної маси рухалася в напрямку обраної цілі, здійснюючи наїзд. Важливо відзначити, що на апараті не встановлювалася жодна зброя. Корпус великої яйцеподібної конструкції був виготовлений із загартованої сталі товщиною 100 мм. Рух машини забезпечувався за допомогою двигунів, розташованих всередині апарату, які піднімали маховик-ексцентрик. Останній в свою чергу забезпечував ковзання машини по землі. За словами конструктора, швидкість апарату напряму залежала від того, як довго маховик перебував у піднятому стані. В описі з передбачуваними характеристиками Семчишин зазначав максимальну швидкість апарату - 300 верст на годину. Крім того, при русі винахідник пропонував використовувати реактивні порошові прискорювачі. Окрім двигунів і систем управління, всередині корпусу машини також розміщувалися "прожектори, бездротовий телеграф, елеватори, житлові приміщення і навіть магазини".